# Coenonympha exocellata
Coenonympha exocellata är en fjärilsart som beskrevs av Cabeau 1919. Coenonympha exocellata ingår i släktet Coenonympha och familjen praktfjärilar. Inga underarter finns listade i Catalogue of Life.